# 36 Brygada Zmechanizowana

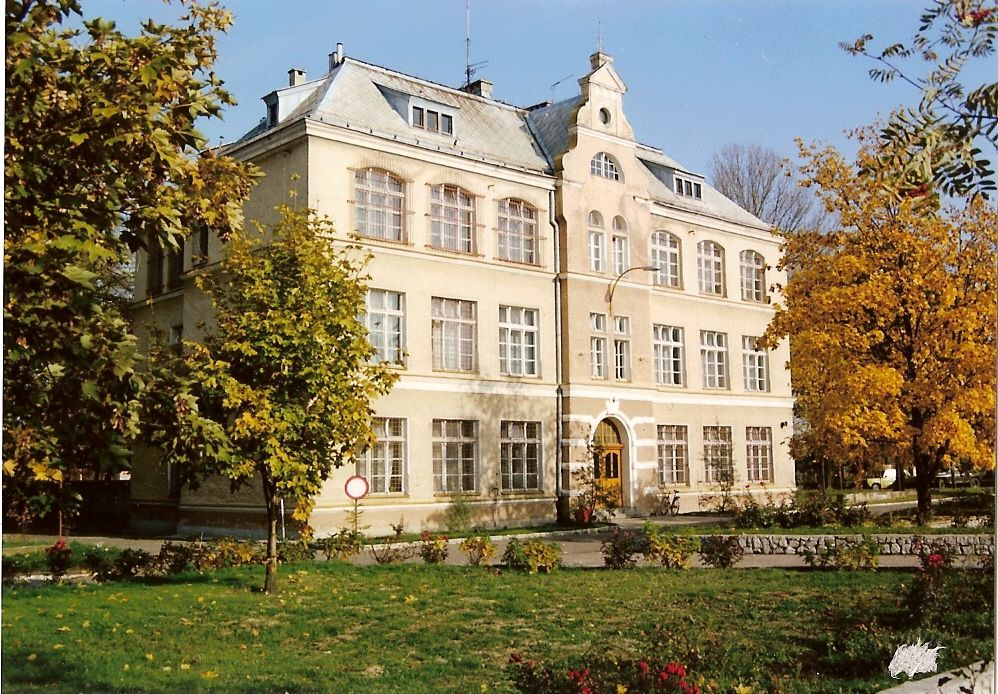
W tym budynku stacjonował sztab brygady

36 Brygada Zmechanizowana Legii Akademickiej – dawny związek taktyczny wojsk zmechanizowanych Sił Zbrojnych Rzeczypospolitej Polskiej

## Formowanie i zmiany organizacyjne
Powstała w 1994 w wyniku przekształcenia 36 pułku zmechanizowanego Legii Akademickiej w 3 Brygadę Pancerną. Następnie przemianowana na 36 Brygadę Pancerną. Brygada wchodziła w skład 8 Bałtyckiej Dywizji Obrony Wybrzeża. Po przekazaniu brygady do 12 Szczecińskiej Dywizji Zmechanizowanej (1 stycznia 1998), przeformowano ją na zmechanizowany związek taktyczny. Brygada przyjęła nazwę 36 Brygada Zmechanizowana.
W dniu 31.12.2008 brygada została rozformowana. W jej miejsce utworzono 3 batalion zmechanizowany 7 Brygady Wojsk Obrony Wybrzeża. Batalion ten przejął sztandar i tradycje 36 Brygady Zmechanizowanej.

## Tradycje
Brygada przejęła tradycje następujących jednostek:
- Gwardii Narodowej Warszawskiej
- 36 pułku piechoty Legii Akademickiej
- 36 Łużyckiego pułku zmechanizowanego
- 36 pułku zmechanizowanego Legii Akademickiej
- 3 Brygady Pancernej
- 36 Brygady Pancernej

Sztandar 36 Brygady Zmechanizowanej udekorowany jest Orderem Wojennym Virtuti Militari V klasy, który otrzymał 36 pułk piechoty Armii Krajowej za udział w powstaniu warszawskim. Order nadał Prezydent RP na uchodźstwie w 1966. Przeniesiony został na sztandar 36 BZ LA przez Kapitułę Orderu Wojennego Virtuti Militari.
Święto brygady obchodzone było 3 czerwca w rocznicę boju 36 pp pod Duniłowiczami w 1920. (święto 36 pp LA w okresie międzywojennym).
Geneza nazwy Legii Akademickiej
36 pułk piechoty powstał w listopadzie 1918 z ochotniczego zaciągu studentów uczelni warszawskich: Uniwersytetu Warszawskiego, Politechniki, Akademii Rolniczej i SGH. Pod koniec 1921 pułk otrzymał sztandar, będący darem młodzieży akademickiej i władz wyższych uczelni Warszawy. W 1929 jednostka otrzymała nazwę: 36 pułk piechoty Legii Akademickiej.

## Struktura organizacyjna (2006)
- dowództwo i sztab
- batalion dowodzenia
- batalion zmechanizowany
- batalion czołgów (skadrowany)
- dywizjon artylerii samobieżnej (skadrowany)
- dywizjon przeciwlotniczy
- kompania rozpoznawcza
- kompania saperów
- kompania remontowa
- kompania zaopatrzenia

Uzbrojenie: bojowe wozy piechoty BWP-1, czołgi T-72, samobieżne haubice 2S1 Goździk, 120 mm moździerze, armaty przeciwlotnicze ZU-23-2 "Hibneryt", kierowane pociski przeciwlotnicze 9K32 Strzała-2, Broń strzelecka: karabinek AKM i jego odmiany, 7,62 mm km PKM i jego odmiany, 7,62 mm kbw SWD

## Dowódcy
- płk dypl. Piotr Czerwiński
- płk dypl. Paweł Lamla
- płk dypl. Ryszard Witwicki (– 20.01.2006)
- płk dypl. Dariusz Kinast (20.01.2006 – 04.08.2006)
- płk dypl. Stanisław Rasiński (04.08.2006 – ?)
- płk dypl. Witold Kudryk (? – 11.04.2008)
- płk dypl. Ryszard Szczepiński – (11.04.2008 – 31.12.2008)

## Przekształcenia
39 pułk piechoty → 39 zmotoryzowany pułk piechoty → 39 pułk zmechanizowany → 36 Łużycki pułk zmechanizowany → 36 pułk zmechanizowany Legii Akademickiej → 3 Brygada Pancerna → 36 Brygada Pancerna → 36 Brygada Zmechanizowana  → 3 batalion zmechanizowany Legii Akademickiej